# Clorură de calciu
Clorura de calciu este o sare a calciului cu acidul clorhidric cu formula chimică CaCl2. Formează hidrați în rețeaua cristalină. Poate absorbi amoniac gazos cu formarea unui compus de incluziune la care amoniacul ia locul apei incluse cristalului.
Poate rezulta din reacția acidului clorhidric cu varul stins (hidroxid de calciu).

## Utilizări
Sarea ajută foarte mult iarna, când este aruncată pe drumuri ca material antiderapant. În exces atacă betonul.
Totodată, poate fi utilizată în chimie ca sursă de ioni de Calciu (Ca2+).